# Dorfkirche Mahdel

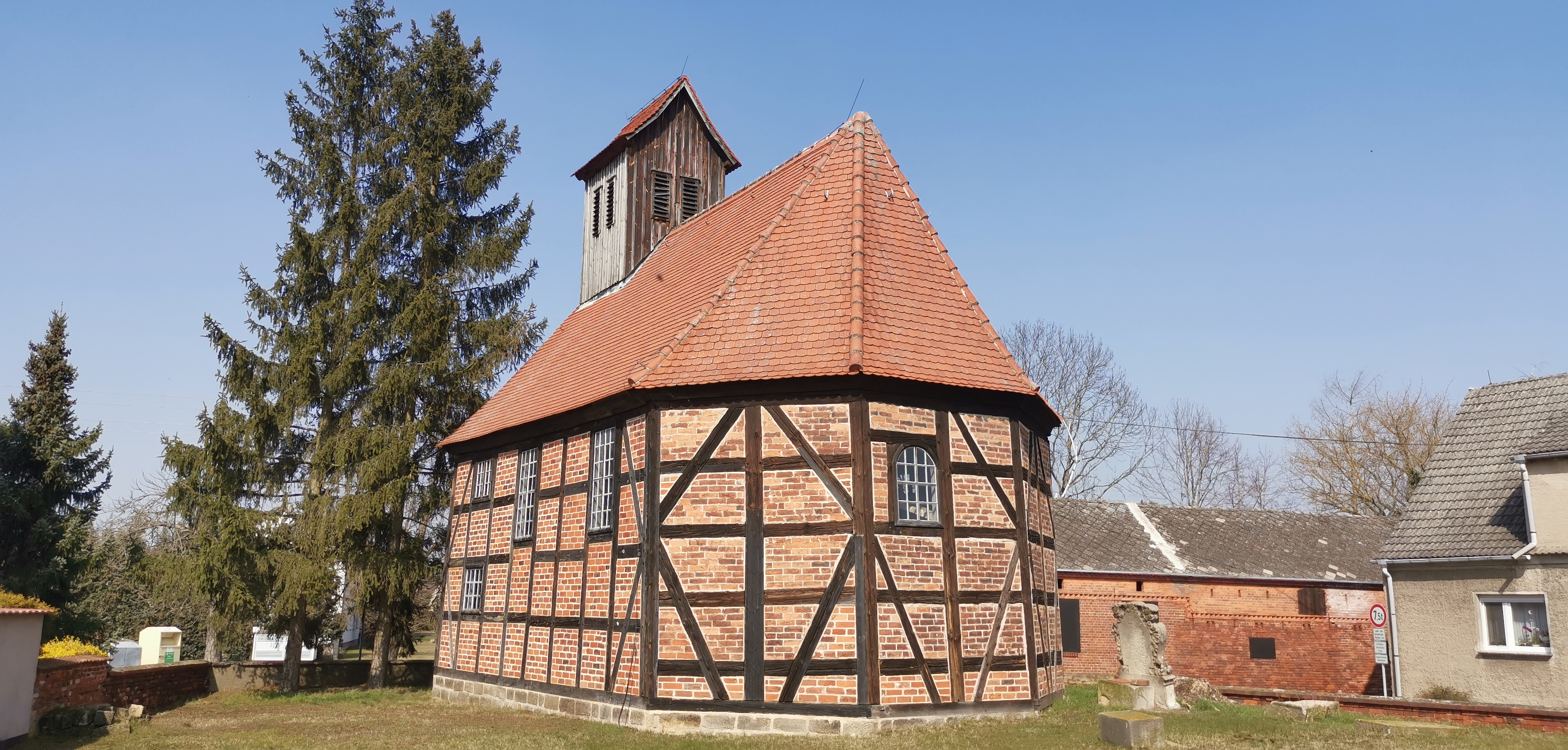
Dorfkirche Mahdel

Die evangelische, denkmalgeschützte Dorfkirche Mahdel steht in Mahdel, einem Ortsteil der Stadt Herzberg (Elster) im Landkreis Elbe-Elster in Brandenburg. Die Kirche gehört zum Kirchenkreis Bad Liebenwerda der Evangelischen Kirche in Mitteldeutschland.

## Beschreibung
Die in der Mitte des 18. Jahrhunderts gebaute barocke Fachwerkkirche, deren Gefache mit Backsteinen ausgefüllt sind, ersetzte den Vorgängerbau von 1699, von dem nur noch die Grundmauern erhalten sind. Sie besteht aus einem Langhaus mit einem dreiseitigen Schluss im Osten. Aus dem Satteldach des Langhauses, das auf der Nordseite eine Fledermausgaube ziert, erhebt sich im Westen ein mit Brettern verkleideter Dachturm, der den Glockenstuhl beherbergt, in dem eine 1933 gegossene Kirchenglocke hängt. 
Der Innenraum ist mit einer Holzbalkendecke überspannt. In ihm wurden an drei Seiten Emporen und eine Patronatsloge eingebaut. Die Kirchenausstattung gehört ein Altar, der auf einen Flügelaltar zurückgeht. Auf dem Altarretabel ist die Taufe Jesu, auf den Flügeln sind Petrus und Paulus und auf der Predella ist das Abendmahl dargestellt. Die Orgel wurde um 1800 von einem unbekannten Orgelbauer gebaut.